# Кралски папагал
Кралският папагал (Alisterus scapularis) е вид птица от семейство Папагалови (Psittacidae). Видът е незастрашен от изчезване.

## Разпространение
Разпространен е в Австралия.